# Nikica Valentić
Nikica Valentić (pronunțat [nîkit͡sa ʋǎleːntit͡ɕ]; n. 24 noiembrie 1950, Gospić, Lika-Senj, Croația – d. 3 mai 2023, Zagreb, Croația) a fost un antreprenor, avocat și politician croat care a ocupat funcția de prim-ministru al Croației între 1993 și 1995. El este până acum cea mai tânără persoană care a servit în această calitate, având 42 de ani la preluarea mandatului și este, de asemenea, primul premier croat născut după al Doilea Război Mondial.

## Biografie
Originar din Gospić, Valentić a absolvit Facultatea de Drept din Zagreb. Înainte de a fi implicat în politică, a fost un oficial de rang înalt al INA, compania petrolieră croată. 
La 4 aprilie 1993, în calitate de membru al Uniunii Democrate Croate, a fost numit de președintele Franjo Tuđman în funcția de prim-ministru. A ocupat această funcție până la 4 noiembrie 1995.
La câteva luni după preluarea mandatului, cabinetul său a devalorizat moneda croată dinarul croat, oprind inflația și aducând un fel de stabilitate economică în Croația pentru prima dată după începutul războiului. În iunie 1994, dinarul croat a fost înlocuit cu kuna. 
În 1995, în timpul mandatului său, armata și poliția croată au condus operațiunea Furtuna care avea să ducă în cele din urmă la sfârșitul războiului din Croația și Bosnia și Herțegovina vecină. După expirarea mandatului său, a fost membru al Parlamentului croat până în 2003.
Valentić a murit la 3 mai 2023, la vârsta de 72 de ani.